# (24751) Kroemer
Pour les articles homonymes, voir Kroemer.
(24751) Kroemer est un astéroïde de la ceinture principale.

## Description
(24751) Kroemer est un astéroïde de la ceinture principale. Il fut découvert le 21 septembre 1992 à Tautenburg par Freimut Börngen. Il présente une orbite caractérisée par un demi-grand axe de 2,85 UA, une excentricité de 0,13 et une inclinaison de 5,4° par rapport à l'écliptique.

## Compléments